# Vincenzo Angelo Orelli

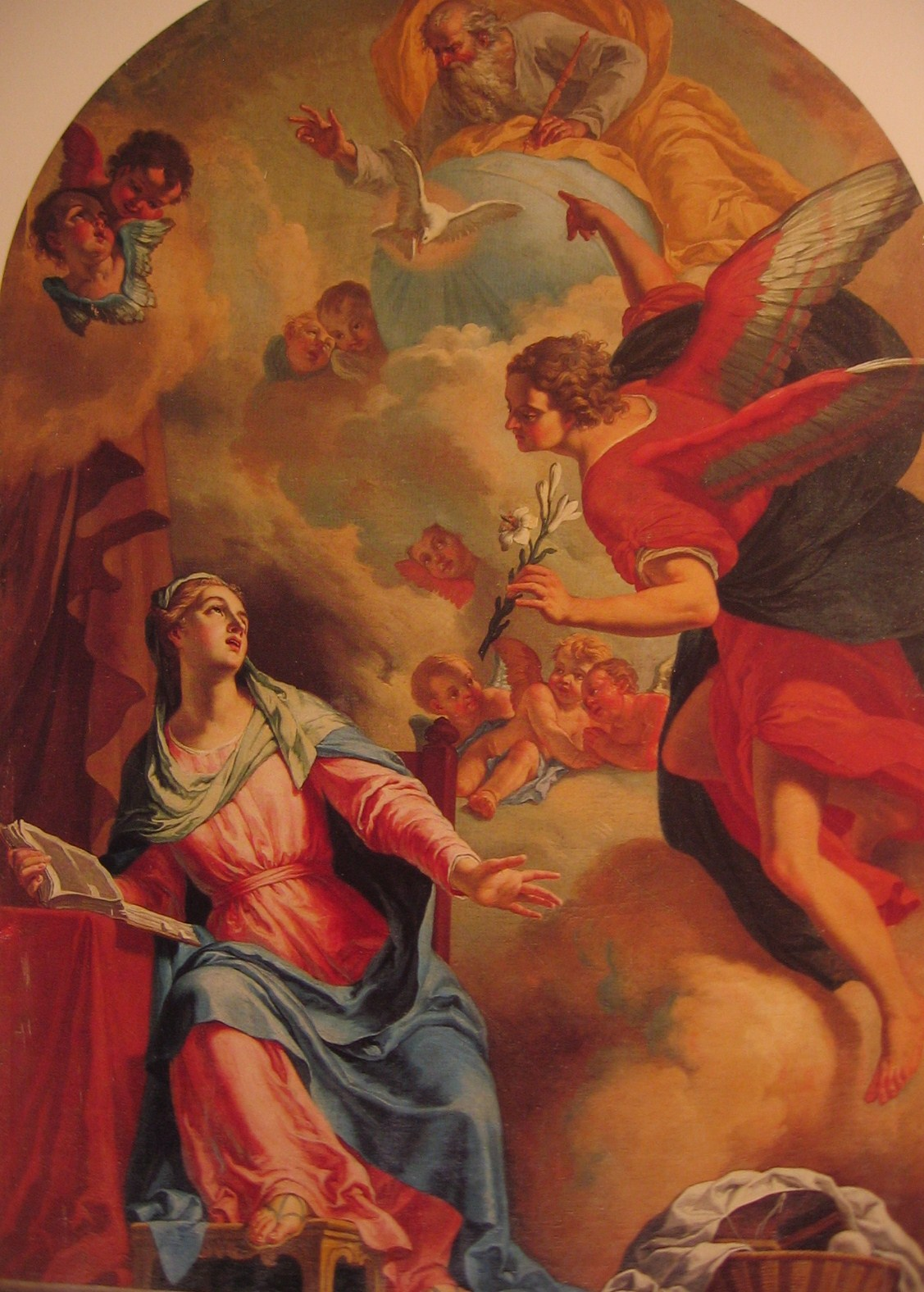
Annunciazione, Monastero di Santa Maria delle Terziarie francescane, Zogno, Bergamo.

Vincenzo Angelo Orelli, o Francesco Saverio Angelico (Locarno, 10 aprile 1751 – Bergamo, 21 gennaio 1813), è stato un pittore svizzero-italiano.

## Biografia
Dal libro dei battezzati della parrocchia di Locarno lo storico Gilardoni risalì al certificato di nascita di un Francesco Saverio Angelico figlio del noto pittore Giuseppe Antonio Orelli, della famiglia degli Orelli pittori, e di Maria Gerolama de' Leoni, ma non seppe associarlo al pittore Vincenzo Angelo, risulta però poco probabile che la coppia possa avere avuto un altro figlio nel medesimo anno essendo il 10 aprile la data di nascita.
Dalla registrazione delle nascite dei fratelli, alcune a Bergamo, altri a Locarno, si desume che il padre avesse una grande richiesta di commissioni, che obbligava la famiglia a spostarsi di continuo, del 1759 è certificata la nascita l'ultima sorella nata a Bergamo, forse la residenza definitiva.
Fu avviato fin da piccolo allo studio delle arti pittoriche dal padre, nella bottega nel borgo cittadino di San Leonardo, unitamente al fratello Baldassarre che di sei anni più grande, era specializzato nella quadratura. 
Si recò poi alla Reale Scuola di Milano al fine di affinare le sue tecniche pittoriche, periodo seguito da un breve soggiorno a Roma nel 1773, dove ebbe modo di acquisire un suo personale bagaglio artistico, svincolandosi dalla pittura del padre. Fu proprio il genitore, ormai settantenne, a farlo ritornare a Bergamo nel 1775 al fine di affidargli la propria bottega, permettendogli così di intraprendere una brillante carriera artistica, e facendolo entrare nelle relazioni che contavano nella Bergamo bene..
L'Orelli sposò Maria Maddalena Vailanti, e nel 1787 nella chiesa di Sant'Alessandro in Colonna risulta battezzato il figlio Giuseppe Antonio Vincenzo Angelo Maria. 
Appassionato di cultura generale, cominciò anche a frequentare gli ambienti intellettuali cittadini e a stringere amicizie con personaggi influenti dell'epoca, situazione che gli garantì un gran numero di commissioni, tanto da essere considerato, unitamente all'amico Paolo Vincenzo Bonomini, il principale artista bergamasco del tempo. Numerosi furono gli affreschi e i dipinti eseguiti per le ville dell'aristocrazia locale, ma grande richiamo anche ebbero le sue opere religiose eseguite nelle chiese della zona. Tuttavia, nonostante la sua notevole fama, il pittore non si spinse mai al di fuori dei confini della provincia di Bergamo, fatta accezione per un paio di dipinti eseguiti in terra bresciana. Non si conoscono lavori successivi al 1811, la sua morte viene registrata nella basilica alessandrina e causa le leggi napoleoniche vigenti, non vi è nessun segno o lapide nel suo luogo di sepolture.

## Le opere e lo stile
Esponente del tardo Settecento lombardo, iniziò la propria attività come figurista nella bottega del padre, da cui acquisì la sua iniziale propensione per lo stile barocco. Con il genitore condivise numerose opere, tanto da rendere spesso impossibile l'assegnazione delle parti eseguite dall'uno o dall'altro. In seguito, il notevole ampliamento dei suoi orizzonti lo portarono a una svolta moderatamente classicista, favorita dall'esempio di numerosi pittori veneziani operanti in terra bergamasca, tra cui Giambattista Tiepolo e Francesco Capella. 
La prima opera in ordine cronologico è la "Trinità, la Vergine e anime purganti", dipinta nel 1772 per l'Oratorio dei Morti di Cavernago, dove la firma dell'autore di solo ventun anni, è visibile: Vincenzo Orelli Pinsit / A1772. A questa seguirono numerose commesse in ambito religioso, tra cui si segnalano i cicli di affreschi eseguiti, nel 1780 per la chiesa chiesa di San Giorgio di Orio al Serio, nel 1787 per la chiesa parrocchiale di San Nazario e Celso di Urgnano, nel 1791 per la parrocchiale di San Giorgio martire di Treviolo, in cui raffigura storie della vita di San Pietro e nel 1811 "La Trinità in gloria e i Santi Pietro e Paolo e la Fede" per la parrocchiale di Bariano, ultima opera da lui eseguita.
Rappresentativi del suo stile sono gli affreschi presenti nella chiesa di Sant'Antonio abate a Berbenno, dove spicca anche una notevole Via Crucis, e nelle frazioni di Zogno. Qui si trovano la Annunciazione (1785), situato nel Monastero di Santa Maria delle Terziarie Francescane, il dipinto di Santa Margherita da Corton (1805) nella chiesa di San Lorenzo, la Estasi di San Francesco nella chiesa di San Marco della frazione Miragolo, e laAllegoria delle virtù (1793) nella chiesa di santa Maria Assunta della frazione Grumello de' Zanchi. Altri dipinti sono sparsi nella provincia bergamasca, tra i quali meritano menzione quelli collocati a Bedulita (chiesa parrocchiale di San Michele), ad Almenno San Bartolomeo (Chiesa di San Bartolomeo (Tremozia)), a Ranzanico (chiesa di Santa Maria Assunta), Solza (chiesa parrocchiale di San Giorgio), Bariano (chiesa parrocchiale di San Gervasio e Protasio), a Cortenuova (chiesa parrocchiale di S. Maria Assunta e Ss. Irene ed Anatolia di S. Maria del Sasso), Alzano Lombardo, Fiorano al Serio, Gazzaniga, Martinengo, Oltre il Colle, Ponteranica.Ponte San Pietro, Serina, Sorisole, Tavernola Bergamasca, Ubiale Clanezzo, Villa d'Adda e Villa di Serio, e una sua firma sulla pala d'altare della chiesa di san Luigi a Clusone.
Nel capoluogo orobico invece si possono trovare sue opere nel monastero Matris Domini (il dipinto Sacro cuore), nel museo diocesano e nel palazzo vescovile, nel duomo, nella biblioteca civica, e nelle chiese di San Rocco, di Santa Grata, di San Bernardino. Numerose sono anche le opere iconografiche appartenenti a collezioni private, tra cui spicca la Arianna abbandonata, custodita nel Palazzo Locatelli (ex Palazzo Crespi), dipinto di elevata espressività, eleganza e luminosità. Gli unici dipinti situati fuori dalla provincia bergamasca si trovano nella chiesa parrocchiale di Erbanno, in provincia di Brescia, e nella parrocchiale di Varmo (Udine), dove si trova il ciclo de "I sette dolori della Vergine", commissionato da una chiesa della provincia bergamasca e successivamente trasferito in terra friulana. Infine non va dimenticata l'esecuzione dell'illustrazione del Codex Diplomaticus di Mario Lupo, avvenuta nel 1784.